# Wiata bera
Wiata bera är en insektsart som beskrevs av Irena Dworakowska 1981. Wiata bera ingår i släktet Wiata och familjen dvärgstritar. Inga underarter finns listade i Catalogue of Life.